# Główczyce
Główczyce (Glowitz fino al 1945) è un comune rurale polacco del distretto di Słupsk, nel voivodato della Pomerania.
Ricopre una superficie di 323,81 km² e nel 2004 contava 9 359 abitanti.